# Demi Singleton
Demi Patricia Singleton (* 27. Februar 2007 in Baton Rouge, Louisiana) ist eine US-amerikanische Kinderdarstellerin.

## Leben
Demi Singleton wurde in Baton Rouge geboren. Die Eltern stammten aus Honduras und der Insel Dominica. Anschließend lebte sie in New Orleans, mit drei zog die Familie nach New York City. Dort begann sie bereits in diesem jungen Alter Musik, Tanz und Schauspielerei zu lernen. Mit vier begann sie Cello zu spielen und mit sechs Jahren studierte sie am Brooklyn Conservatory of Music Musik mit der Suzuki-Methode. Mit zehn Jahren begann sie auf dem Broadway aufzutreten, zunächst in Andrew Lloyd Webbers School of Rock, ein Jahr später spielte sie Nala in Der König der Löwen.
Als Seriendarstellerin debütierte sie 2018 als Margaret Johnson in der Epix-Krimidrama Godfather of Harlem. 2021 spielte sie die Hauptrolle Serena Williams in Will Smiths Oscar-prämierten Spielfilm King Richard über die Schwestern Serena und Venus Williams und ihren ambitionierten Vater und Trainer Richard Williams. Serena spielte sie außerdem in einem Werbespot von Bumble für den Super Bowl 2019.
2024 trat sie im Film The Deliverance von Lee Daniels auf.

## Filmografie (Auswahl)
- 2017: Goldie
- 2019: Godfather of Harlem (Fernsehserie)
- 2021: King Richard
- 2023: Lawmen: Bass Reeves (Miniserie)
- 2024: The Deliverance

## Broadway
- 2017–2018: School of Rock im Winter Garden Theatre
- 2018: Der König der Löwen im Minskoff Theatre

## Auszeichnungen und Nominierungen
| Jahr | Award                          | Kategorie                                             | Film         | Resultat  | Ref    |
| ---- | ------------------------------ | ----------------------------------------------------- | ------------ | --------- | ------ |
| 2022 | BET Awards                     | BET YoungStars Award                                  | King Richard | Nominiert | [ 7 ]  |
| 2022 | Black Reel Awards              | Breakthrough Performance – Female                     | King Richard | Nominiert | [ 8 ]  |
| 2022 | Black Reel Awards              | Outstanding Ensemble                                  | King Richard | Nominiert | [ 8 ]  |
| 2022 | San Diego Film Critics Society | Best Youth Performance                                | King Richard | Nominiert | [ 9 ]  |
| 2022 | NAACP Image Awards             | Outstanding Ensemble Cast in a Motion Picture         | King Richard | Nominiert | [ 10 ] |
| 2022 | Screen Actors Guild Awards     | Outstanding Performance by a Cast in a Motion Picture | King Richard | Nominiert | [ 11 ] |
| 2023 | BET Awards                     | BET YoungStars Award                                  |              | Nominiert |        |
| 2024 | BET Awards                     | BET YoungStars Award                                  |              | Nominiert | [ 12 ] |